# JWoww
Дже́ннифер Линн «Дженни» Фа́рли (англ. Jennifer Lynn «Jenni» Farley), также известная как JWoww (27 февраля 1986, Франклин-Сквер, Нью-Йорк, США) — американская телевизионная персона и активистка ЛГБТ-движения.

## Биография и карьера
Дженнифер Линн Фарли родилась 27 февраля 1986 года в 27 февраля 1986, Франклин-Сквере (штат Нью-Йорк, США). У неё испанские и ирландские корни. Она посещала Колумбийскую среднюю школу в Ист-Гринбуше, Нью-Йорк, и Нью-Йоркский технологический институт, по профессии — графический дизайнер. До того как начать карьеру, она работала няней маленьких детей.
До участия в «Jersey Shore», Фарли владела собственной компанией по графическому дизайну, «Jenni Farley Designs, Inc». В декабре 2009 года, в возрасте 23 лет, Фарли начала появляться в «Jersey Shore», в котором она и семь соседей проводили лето в Сисайд-Хайтсе, Нью-Джерси. Появилась в спин-оффе реалити-шоу «Snooki & Jwoww» (с 21 июня 2012 года по 4 февраля 2015 года) совместно со своей лучшей подругой Снуки.
В 2015—2019 годы JWoww была замужем за Роджером Мэттьюзом, от которого у неё есть двое детей — дочь Мейлани Александра Мэттьюз (род. 13.07.2014) и сын Грейсон Валор Мэттьюз (род. 05.05.2016). Их сын Грейсон страдает аутизмом.